# Monkey Shines
Monkey Shines (en México y España como Atracción diabólica) es una película estadounidense de suspense dirigida por George A. Romero y estrenada en 1988. Está basada en la novela homónima escrita por Michael Stewart.
La película obtuvo numerosos galardones en los festivales internacionales de cine fantástico Fantasporto, Sitges y Avoriaz.

## Argumento

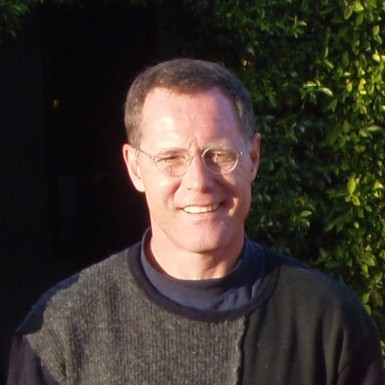
El actor Jason Beghe

Alan Mann (Jason Beghe) parece tener una vida perfecta pero todo se desmorona cuando sufre un accidente de tráfico que lo deja tetrapléjico. Su novia (Janine Turner) lo abandona, una enfermera con muy mal temperamento (Christine Forrest) se ocupa de su cuidado, y su agobiante madre Joyce Van Patten insiste en mudarse con él. Toda esta situación provoca que Mann se sienta cada vez más deprimido.
Melanie Parker (Kate McNeil) se especializa en el entrenamiento de monos como ayudantes de personas discapacitadas. Melanie, al conocer la situación del protagonista, decide entregarle un mono capuchino, llamado Ella, para que lo ayude en sus tareas diarias. Lo que ellos no saben es que Ella fue parte de un experimento de inyección de tejido neuronal humano en su cuerpo para potenciar su inteligencia, llevado a cabo por el científico Geoffrey Fisher (John Pankow)
Al comienzo la relación entre Mann y Ella es muy buena incluso insinuándose cierta atracción romántica entre los dos. Pero inesperadamente se crea un vínculo telepático entre los dos que le permite a Ella conocer los más oscuros deseos subconscientes de su dueño. Así el animal decide asesinar a diferentes personas contra las que Mann siente ira. Todo empeora cuando Ella comienza a sentir celos por la atracción romántica que surge entre Alan Mann y la entrenadora Melanie Parker.

## Premios
| Año                                    | Premio                                                      | Nominado                               | Resultado                              |
| Festival de cine fantástico de Avoriaz | Festival de cine fantástico de Avoriaz                      | Festival de cine fantástico de Avoriaz | Festival de cine fantástico de Avoriaz |
| -------------------------------------- | ----------------------------------------------------------- | -------------------------------------- | -------------------------------------- |
| 1989                                   | Premio Antennae II                                          | George A. Romero                       | Ganador                                |
| Fantasporto                            |                                                             |                                        |                                        |
| 1989                                   | Premio de los críticos                                      | George A. Romero                       | Ganador                                |
| 1989                                   | Premio a la mejor película internacional de cine fantástico | Monkey Shines                          | Ganador                                |
| Festival de Cine de Sitges             |                                                             |                                        |                                        |
| 1988                                   | Mejor actriz                                                | Kate McNeil                            | Ganadora                               |
| 1988                                   | Mejor director                                              | George A. Romero                       | Ganador                                |
| 1988                                   | Mejor guion cinematográfico                                 | George A. Romero                       | Ganador                                |
| 1988                                   | Premio de la Asociación de críticos y escritores catalanes  | George A. Romero                       | Ganador                                |

## Recepción
La película obtiene una valoración positiva en los portales de información cinematográfica. En IMDb con 10.166 votos obtiene una valoración de 6,2 sobre 10. En FilmAffinity, con 1.859 votos, obtiene una valoración de 6 sobre 10. El portal Metacritic le otorga una puntuación, calculada con 14 críticas profesionales, de 71 sobre 100.

"Una de las creaciones más complejas y desafiantes de Romero. La película oscila sin esfuerzo entre la alegría y la indignación, entre una ironía distante y un horror horrible e inmediato."
Dave Kehr (Chicago Tribune) 

En Rotten Tomatoes obtiene una calificación de "fresco" para el 53% de las 32 críticas profesionales y un 40% de los 7.431 valoraciones de los usuarios.

"Hubo un tiempo en que Romero habría usado estos elementos para obtener un puro efecto de shock, pero los horrores en Monkey Shines son más internos, lo que los hace aún más aterradores."
Richard Harringtong (Washington Post) 

## En la Cultura Popular
- En la serie Malcolm in the Middle, Craig, uno de los personajes más recurrentes sin ser de la familia, después de un accidente recibe un mono capuchino para su cuidado parodiando la película. En esta parodia el mono intenta matar al mismo Craig.[10]

- En el capítulo de Los Simpsons Girly Edition Homer consigue un mono para que lo ayude en las tareas de la casa. Pero el mono termina volviéndose tan perezoso como él.[11]